# Hydriomena columbiata
Hydriomena columbiata là một loài bướm đêm trong họ Geometridae.